# Vrede van Saint-Germain (1679)

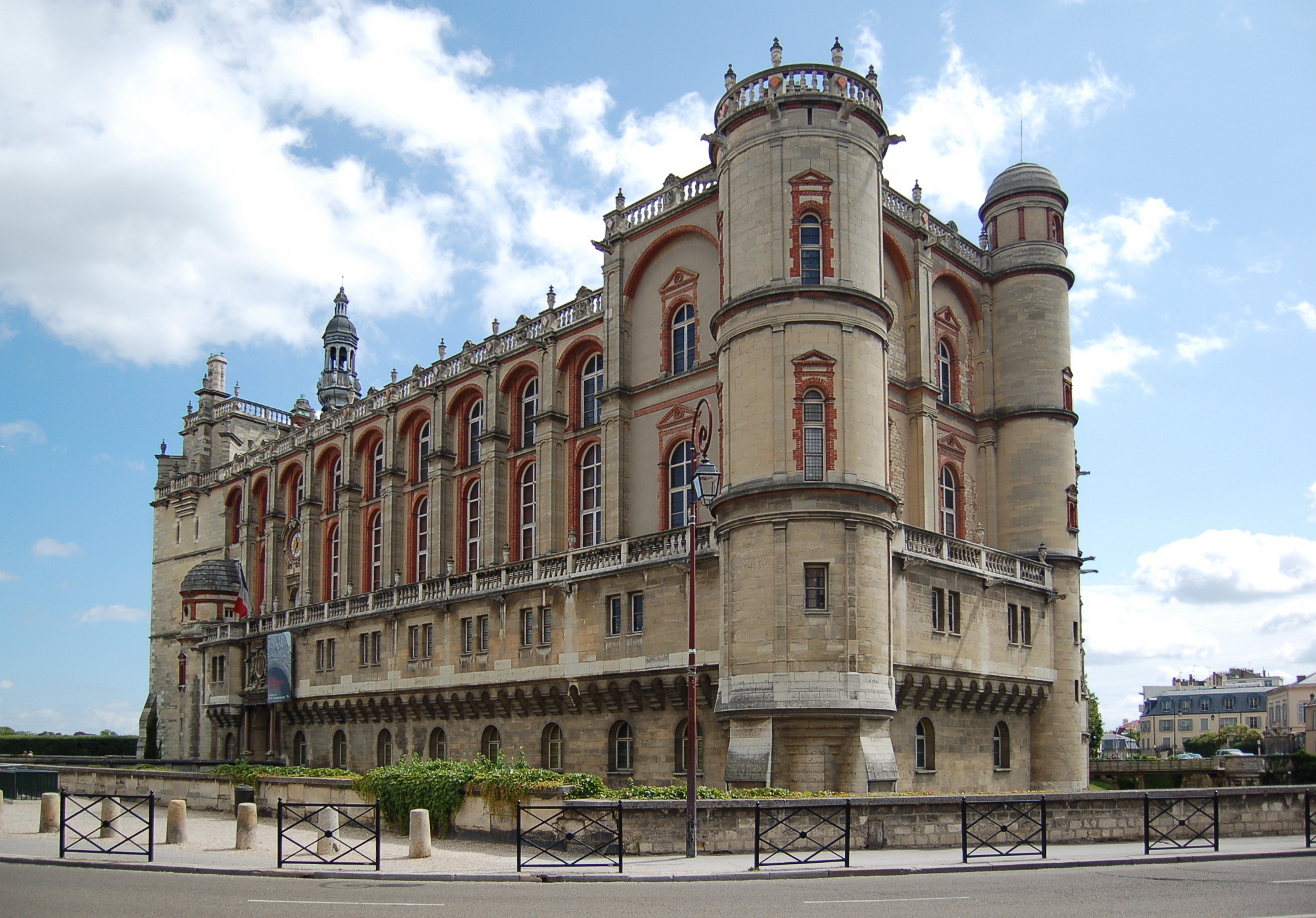
Het kasteel van Saint-Germain-en-Laye, waar de vrede werd gesloten

De Vrede van Saint-Germain, gesloten in 1679 te Saint-Germain-en-Laye, was een vredesverdrag tussen het koninkrijk Frankrijk en het markgraafschap Brandenburg. Het herstelde het koninkrijk Zweden in haar bezit van de gebieden Bremen-Verden en Zweeds-Pommeren, welke Zweden tijdens de Schoonse Oorlog had verloren aan Brandenburg. Volgens sommigen was het verdrag de grootste politieke nederlaag die keurvorst Frederik Willem I van Brandenburg te verduren kreeg tijdens zijn heerschappij. Hij werd gedwongen om afstand te doen van een eeuwenlang betwist bezit; land waarvan hij oordeelde dat het zijn rechtmatige Pommerse erfenis was, welke hij in de jaren ervoor door de vierjarige Schoonse Oorlog in handen had weten te krijgen. 
Als gevolg van gesloten allianties waren ook het koninkrijk Engeland, het koninkrijk Denemarken, de Republiek der Zeven Verenigde Nederlanden, het koninkrijk Spanje en de keizer van Duitsland bij het conflict betrokken geraakt. De Vrede van Saint-Germain zou, vanwege die verbanden, ook de Frans-Nederlandse Oorlog dichter bij een beëindiging brengen. Het vredesverdrag werd ondertekend op 29 juni 1679 in het kasteel van Saint-Germain-en-Laye, even ten westen van Parijs.